# Architis erwini
Espèce
Architis erwini est une espèce d'araignées aranéomorphes de la famille des Pisauridae.

## Distribution
Cette espèce est endémique de la province d'Orellana en Équateur,. Elle se rencontre dans la réserve Huaorani.

## Description
Le mâle holotype mesure 6,1 mm et la femelle paratype 3,9 mm.

## Étymologie
Cette espèce est nommée en l'honneur de Terry Erwin.

## Publication originale
- Santos, 2007 : A revision of the Neotropical nursery-web spider genus Architis (Araneae: Pisauridae). Zootaxa, no 1578, p. 1-40.